# Station Cercedilla
Station Cercedilla is een spoorwegstation in de gelijknamige plaats in de Spaanse regio Madrid dat op 1 juli 1888 werd geopend. 